# ریاض‌الدین (فیزیکدان)
ریاض الدین (انگلیسی: Riazuddin؛ زاده ۱۰ نوامبر ۱۹۳۰ درگذشته ۹ سپتامبر ۲۰۱۳) یک فیزیک‌دان تئوری اهل پاکستان بود.